# Immanuel Nobel den yngre
Immanuel Nobel d.y., född 24 mars 1801 i Gävle, död 3 september 1872 på Heleneborg, var en svensk skeppsbyggare, ingenjör, arkitekt, uppfinnare och industrialist. Han var son till Immanuel Nobel d.ä., 1827 gift med Andriette (född Ahlsell) och blev själv far till Robert, Ludvig, Emil och Alfred Nobel.

## Liv och verk

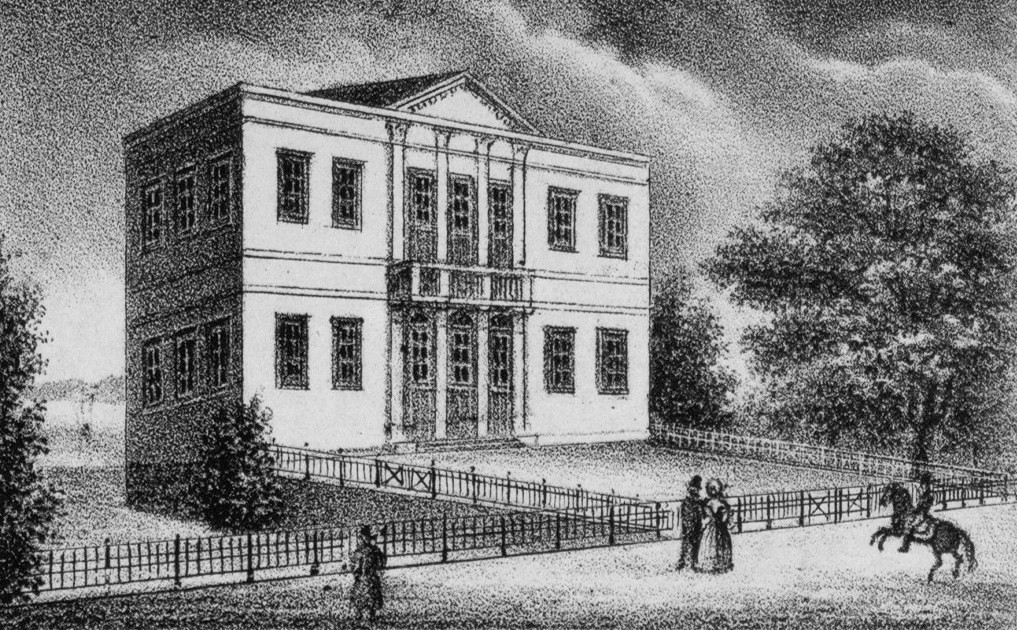
Weylandshof (dagens Weylandtska villan) på Djurgården ritades troligen av Immanuel Nobel på 1830-talet.

Immanuel Nobel visade tidigt skicklighet som tecknare, och som förberedelse till att utbilda sig till skeppsbyggmästare gick han 1815 till sjöss och anställdes som kajutvakt på gävlefartyget Thetis på destination till Medelhavet. Väl framme stannade han i Egypten och blev kvar i tre år, blev bekant med en osmansk amiral som lät honom följa med på en del sjöresor. Efter att ha återvänt till Sverige 1818 anställdes han som skeppsbyggerielev vid ett varv i Gävle. I samband med ett besök av Karl XIV Johan i Gävle 1819 gjorde Immanuel Nobel skissen till en triumfbåge vid infarten till staden. Skissen uppmärksammades och ledde till att han fick komma till Stockholm, där han 1819–1825 var elev vid Konstakademiens arkitekturskola och Lantbruksakademiens mekaniska skola. Den senare leddes av Fredrik Blom, som tog Immanuel Nobel till sin skyddsling och 1827 anställde honom som biträdande ritlärare vid Teknologiska Institutet. Han arbetade samtidigt som arkitekt och byggmästare. Han gjorde även flera uppfinningar som han tog ut patent på, men inga som blev några framgångar. I samband med brand i ett byggnadsföretag på Långholmen gjorde Immanuel Nobel så stora förluster att han 1833 tvingades begära sig i personlig konkurs. Jagad av fordringsägare tvingades han i december 1837 fly från Stockholms för att inte inspärras på gäldstugan. Han hamnade i Åbo där han bodde hos hökaren Schalin, vilka han gjorde lite ritningar åt. Han arbetade även med reklam för svågern P P Eldes fabrik, som tillverkade kautschukimpregnerade tyger enligt ett patent av Immanuel Nobel. I december 1838 flyttade han vidare till Sankt Petersburg, där han 1839 tillsammans med J. E. Ekström som tidigare varit disponent för Elfdalens porfyrverk startade en mekanisk verkstad. Verkstaden hade dock ingen större framgång. 1842 startade han dock tillsammans med överste Ogarev Overste Ogarevs och herr Nobels privilegierade mekaniska hjulfabrik och tackjärnsgjuteri, för att utprova olika typer av undervattensminor. Några beställningar av sådana kom dock aldrig från den ryska staten. Efter vissa svårigheter i början lyckades fabriken få framgång, och Immanuel Nobel kunde nu bjuda över sin familj att slå sig ned med honom i Sankt Petersburg. Särskilt under Krimkriget ökade beställningarna av vevaxlar och ångmaskiner från ryska flottan. 1853 erhöll han tsarens guldmedalj och fick nu slutligen beställning av undervattensminor av den egna konstruktionen. Dessa kom att uppmärksammas internationellt, och hans företag gick nu strålande. 1856 kunde han betala av sina svenska fordringsägare och för första gången på tjugo år besöka hemlandet.

Immanuel var mycket kreativ. Bland hans konstruktioner kan nämnas:
- Snabbskjutande gevär
- Stationära undervattensminor med stötutlösning, initierad med tändare med svavelsyra och kaliumklorat. Dessa minor kom till användning under Krimkriget, och hindrade där engelska flottan att komma tillräckligt nära för att kunna använda sina kanoner mot befästningsanläggningar i land.
- En lufttät militärränsel, som kunde blåsas upp och användas som flytelement vid byggande av färjor och pontonbroar.
- En fanersvarv som användes vid svarvning av faner, vad man senare började tillverka plywood eller kryssfaner av.
- Införde centralvärme i husen genom cirkulerande varmvatten från en enda central eldstad i huset. Det är inte helt klarlagt huruvida centralvärme var hans egen uppfinning, men han var i varje fall tidigt ute med metoden.

Uteblivna beställningar från tsaren, samt bristande affärskunnande, gjorde att företaget gick omkull 1859. Immanuel flyttade då tillbaka till Sverige tillsammans med de yngsta sönerna Alfred och Emil, medan Robert och Ludvig stannade i St Petersburg och tog över driften av konkursboet.
Immanuel byggde en fabrik i Heleneborg, Stockholm, där han, Alfred och Emil experimenterade med nitroglycerin. 1862 lanserade de Nobels sprängolja, det vill säga nitroglycerin, att användas i Sverige vid bergsprängning. 1864 inträffade en svår explosion i fabriken, där bland annat sonen Emil dog. Efter explosionen förbjöds tillverkning av nitroglycerin i fabriken, men då fortsatte man på en förankrad pråm i en vik av Mälaren strax intill Heleneborg.
Immanuel Nobel drabbades av ett slaganfall 1865, som knäckte honom fysiskt, men han behöll intellektet och fortsatte att göra betydelsefulla tekniska insatser. Han dog på årsdagen åtta år efter den svåra explosionen i fabriken.